# Gesine Walther
 Gesine Walther (6 de outubro  de 1962) é uma ex-velocista da Alemanha Oriental, campeã mundial do revezamento 4x400 metros no Campeonato Mundial de Atletismo de 1983 em Helsinque, Finlândia, junto com Sabine Busch,  Dagmar Rübsam-Neubauer e Marita Koch.
Em junho de 1984, esta mesma equipe quebrou o recorde mundial dos 4x400 m em Erfurt, na Turíngia, marcando 3:15:92. Está é ainda hoje a terceira melhor marca da história para a prova.